# Señor de los Milagros (Trujillo)
El Señor de los Milagros es una imagen de Cristo en la cruz que concita una gran devoción en el Perú y el mundo. Particularmente en Trujillo, se festeja al Señor en el mes de octubre, con procesiones, la celebración de misas y la venta de artículos devocionales; aunque las actividades protocolares empiezan en septiembre, con la procesión de la Hermandad Infantil. La imagen reposa durante todo el año en el Templo de Santo Domingo del Centro Histórico de Trujillo.

## Historia del lienzo
La devoción al Señor de los Milagros en la Ciudad de Trujillo es traída desde la ciudad de Lima por los Padres Dominicos, quienes entronizaron en el Templo de Santo Domingo de Guzmán OP un lienzo de la venerada imagen del Cristo Moreno, el cual fue donado en 1934 al pueblo de Shiran con la finalidad de propagar la devoción por el Cristo Moreno en toda la Región. En 1934, la Rama Femenina de la Hermandad del Señor de los Milagros con apoyo del grupo de devotos varones mandan a pintar los lienzos procesionales del Señor de los Milagros y de Nuestra Señora de la Nube, al pintor M. Marquez, los cuales tienen una dimensión mayor al lienzo que fue donado al pueblo de Shiran, estos lienzos fueron bendecidos en una ceremonia especial que se realizó en octubre de 1934 en el Templo de Santo Domingo acudiendo a dicha ceremonia las principales autoridades civiles, militares y religiosas de aquel entonces.
En el año de 1957 a raíz de la incorporación del Grupo de Devotos Varones a la Parroquia de San Pedro Mártir de Verona, se bendijo la nueva anda de nuestro Señor la cual fue confeccionada en la ciudad de Lima a similitud del anda del Señor de los Milagros de Nazarenas. Cabe resaltar que hasta antes de este año, las andas de nuestro Señor y la Virgen de la Nube tenían dimensiones menores a las actuales y eran solo de madera tallada.

## Hermandad del Señor de los Milagros de Trujillo
Según se tiene información es desde el año de 1930 que se reúnen en el Templo de Santo Domingo de Guzmán OP, un grupo de damas pertenecientes a la alta sociedad Trujillana con la finalidad de rendir culto al Cristo Moreno, en 1932 este grupo de damas deciden formalizarse como una institución adscrita a la Comunidad de Padres Dominicos de Trujillo y es así que un 11 de octubre de 1932 se funda la Rama Femenina de nuestra Hermandad, ellas en compañía de sus esposos y un grupo de fieles varones de nuestro Señor, quienes tenían la principal misión de portar en sus hombros durante el pequeño recorrido procesional que se realizaba por el perímetro de la Plaza de Armas a nuestro Divino Patrón, deciden realizar el 18 de octubre del mismo año  la primera misa oficial en honor del Señor de los Milagros con dos grupos encargados de promover su culto y veneración. Es de esta manera que hace su aparición en nuestra ciudad la Hermandad del Señor de los Milagros de Trujillo constituido por un pequeño grupo de hermanos que se reunieron con el firme propósito de difundir la devoción al Cristo Moreno por todos los rincones de la Región.

### Las Cuadrillas
La Hermandad del Señor de los Milagros de la ciudad de Trujillo, se conforma por Cinco Cuadrillas de Hermanos Cargadores, un Grupo de Hermanas Sahumadoras y el Grupo de Menores, además de la Rama Femenina. Las fechas de fundación de cada Cuadrilla son las siguientes:
| Grupo o Cuadrilla                 | Fecha de fundación       |
| --------------------------------- | ------------------------ |
| Primera Cuadrilla de Cargadores   | 17 de junio de 1957      |
| Segunda Cuadrilla de Cargadores   | 29 de septiembre de 1993 |
| Tercera Cuadrilla de Cargadores   | 28 de septiembre de 1992 |
| Cuarta Cuadrilla de Cargadores    | 17 de junio de 2017      |
| Quinta Cuadrilla de Cargadores    | 5 de octubre de 2022     |
| Grupo de Sahumadoras              | 28 de octubre de 1988    |
| Grupo de Menores (Hdad. Infantil) | 30 de septiembre de 2011 |
| Rama Femenina                     | 11 de octubre de 1932    |

## Procesión
La devoción al Cristo Moreno fue adquiriendo profundo arraigo en el corazón y el sentir de los Trujillanos, a tal punto que las procesiones que en un inicio recorrían solo el perímetro de la Plaza de Armas, fueron adquiriendo mayor realce, es así que en octubre de 1957 y luego de la bendición de las nuevas andas de nuestro Señor se modificó el recorrido procesional a pedido de los hospitales, instituciones públicas y privadas que deseaban gozar de la presencia del Cristo Moreno por unos minutos quedando así constituidos los recorridos procesionales para los días 16, 17 y 18 de octubre, pernoctando en los templos de San Pedro Nolasco del jirón la Unión y la Capilla Santa Rosa ubicada entre el jirón San Martín y Estete.
A mediados de los años 80 los recorridos procesionales y ante los pedidos de sus devotos son modificados nuevamente, los tres días seguidos en los que el Señor salía por las calles de la ciudad fue cambiado al sábado y domingo posterior al 18 de octubre y la última procesión fue cambiada al 31 de octubre como cierre del mes morado.

## Honores

### Patrón Jurado y Protector de la Ciudad de Trujillo
La historia del Cristo Moreno está ligada a los desastres naturales y Trujillo no es ajeno a ello. El 31 de mayo de 1970, nuestra ciudad padeció uno de los peores terremotos, el cual originó que se desplomaran miles de viviendas y algunas de los principales Templos del Centro Histórico; el Templo de Santo Domingo de Guzmán donde se venera a nuestro Divino Patrón, se vino abajo en gran parte de su estructura quedando solo de pie el Altar en donde se encontraba la venerada imagen del Señor de los Milagros, el pueblo Trujillano luego de haberse producido tal nefasto acontecimiento solicito a los padres Dominicos y a la Hermandad  que la Imagen del Cristo Moreno saliese en recorrido procesional extraordinario, hecho que se produjo a la semana de aquel fatídico terremoto, saliendo a recorrer las calles de la ciudad en una manifestación de fe llena de emotividad y muestras de fe de los trujillanos quienes encontraron en él, consuelo y fortaleza. Años después en la década de los 80 el Perú es azotado por uno de sus mayores flagelos, el terrorismo, causó miles de víctimas en todas las regiones de nuestro País en nuestra Región Sendero Luminoso perpetró uno de sus mayores ataques en la sierra liberteña en el que murieron muchos policías y pobladores de nuestra serranía en abril de 1991, amenazando con realizar un ataque terrorista en el mismo centro de nuestra ciudad.
Los Trujillanos acuden una vez más a los pies del Cristo Moreno y piden su poderosa intercesión para que dichos ataques no se realicen, es así que luego de varios meses dicho ataque no se produjo, atribuyéndole este hecho a la imagen del Cristo Morado; el pueblo Trujillano en agradecimiento por la protección del Señor de los Milagros eleva un memorial a la Municipalidad Provincial de Trujillo firmado por miles de fieles, en los que solicitaron que el Señor sea declarado como “Patrón de la Ciudad de Trujillo” el Cuerpo de Regidores acogió con mucho beneplácito este pedido y sentir de la población, y el 15 de agosto de 1991 en la Solemnidad de Nuestra Señora de la Asunción, se declara a la Imagen del Señor de los Milagros como “PATRON JURADO Y PROTECTOR DE LA CIUDAD DE TRUJILLO”. El 21 de octubre de ese mismo año en una ceremonia a la cual acudieron las principales autoridades civiles y militares de Trujillo y miles de fieles quienes acompañaban a su Amo y Señor en tan memorable acto el cual se realizó en el frontis del Palacio Municipal, el Alcalde de la Ciudad el Ingeniero José Murgia Zannier coloca en la parte superior de las Andas del Señor el Escudo y Medalla de la Ciudad, haciendo voto solemne de realizar público reconocimiento al Amo y Señor de los Trujillanos.
La fe del Pueblo de Trujillo hacia su Amo y Señor ha ido en aumento con el paso del tiempo, miles de fieles lo acompañan durante sus recorridos procesionales del mes de octubre y a él acuden en los momentos más difíciles como en este último embate de la naturaleza producido en marzo del 2017  en el que luego de 6 desbordes de las quebradas el León y San Idelfonso y ante la amenaza de un nuevo desborde solicitan al Arzobispado de Trujillo la Salida Extraordinaria de su Divino Patrón  hecho que se cristalizo como motivo de la Semana Santa en el que la Venerada Imagen del Señor de los Milagros salió a presidir el Solemne Vía Crucis Arquidiocesano del Martes Santo.

### Orden Primus Inter Pares en el Grado Gran Benefactor
El 2 de octubre del 2015, la Sociedad de Beneficencia Pública de Trujillo rindió merecido homenaje al Señor de Los Milagros y lo condecoraron con la Orden Primus Inter Pares en el grado Gran Benefactor, ante una multitud de fieles que se apostaron en la puerta principal de la institución. Regina Pacheco de Medrano, Gerente General de la mencionada institución, en representación de la presidenta del Directorio, Dra. Flor Luna Victori Mori, fue la encargada de recibir y rendir los honores al Señor de Los Milagros. Dicha institución hizo una condecoración a la imagen del Señor de los Milagros como “Gran Benefactor” y recordó que la función principal de la institución es velar por el bienestar del prójimo, es una forma de dar el ejemplo como buenos cristianos. Una comisión conformada por miembros de la Hermandad del Señor de los Milagros, autoridades locales y los seguidores acompañó al Cristo Moreno en su trayecto por las principales calles de la ciudad.